# ピコ山 (月)
ピコ山(ピコさん、Mons Pico)は、雨の海の北部、プラトンの南にある月の独立峰である。この山は、雨の海の内側の環の一部を形成している。この環は北西でテネリフェ山地及びレクティ山地に繋がる。ヨハン・シュレーターがテネリフェ島の最高峰であるテイデ山(Pico von Teneriffe)に因んで名付けた可能性が高いと考えられている。
この山の月面座標は、北緯45.7°、西経8.9°である。北西-南東方向の長さ25km、幅15kmの細長い形で、標高は2.4kmとテネリフェ山地の最高峰と同じ程度である。月の海の中に孤立して存在するため、低い確度で日光に照らされると、大きな影を形成する。
ピコ山の南にある小さな頂上は、ピコBと呼ばれる。この領域は、たくさんのリンクルリッジがあることで知られる。

## 衛星クレーター
| ピコ | 緯度    | 経度    | 直径  |
| ---- | ------- | ------- | ----- |
| B    | 46.5° N | 15.3° W | 12 km |
| C    | 47.2° N | 6.6° W  | 5 km  |
| D    | 43.4° N | 11.3° W | 7 km  |
| E    | 43.0° N | 10.3° W | 9 km  |
| F    | 42.2° N | 10.2° W | 4 km  |
| G    | 46.6° N | 10.4° W | 4 km  |
| K    | 44.6° N | 7.5° W  | 3 km  |

## フィクション
1957年に発表されたヒュー・ウォルターズのSF小説Blast Off at Woomeraでは、ピコ山の付近から奇妙な物体が出現する。その運命は、続編のThe Domes of Pico及びOperation Columbusの中で説明される。
また、アーサー・C・クラークの小説『地球光』(Earthlight)では、ピコ山は最終戦争の舞台となり、『3001年終局への旅』(3001: The Final Odyssey)及び短編『前哨』(The Sentinel)の中でも言及されている。